# Brachyzapus unicarinatus
Brachyzapus unicarinatus là một loài tò vò trong họ Ichneumonidae.